# Primární alkoholy

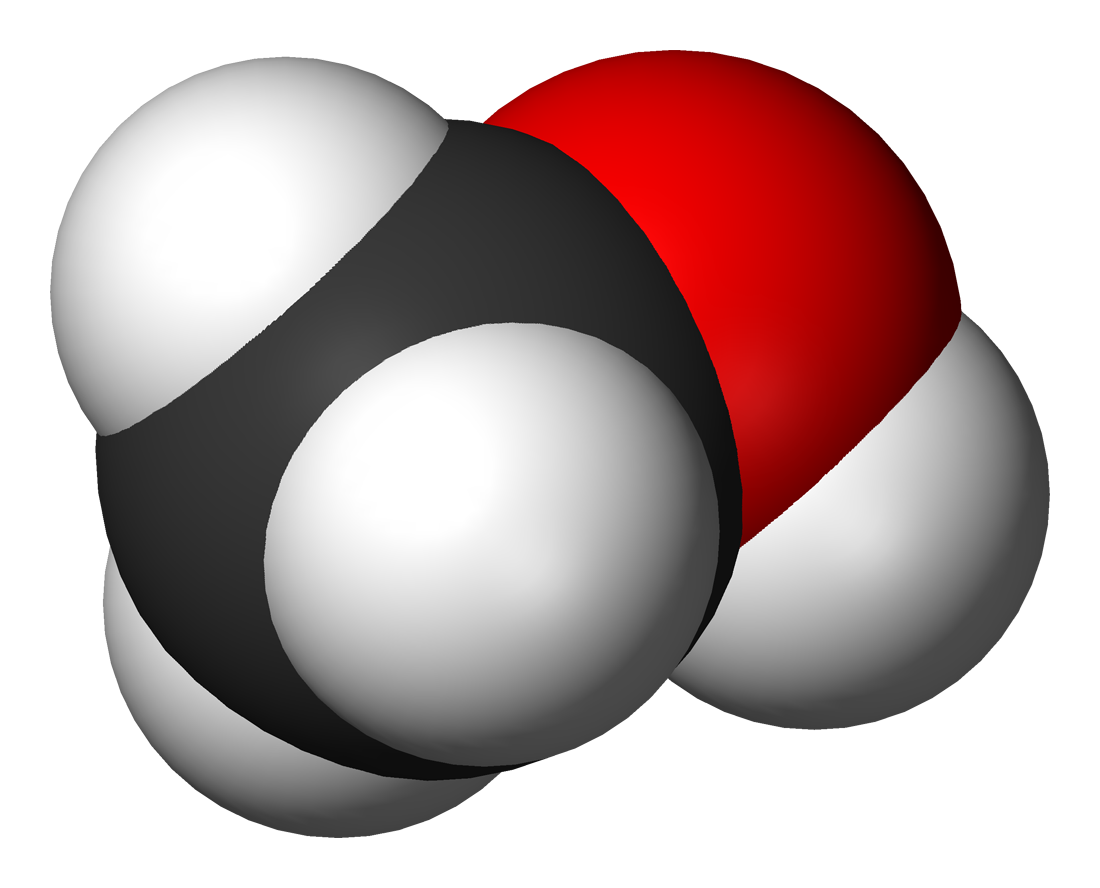
Model molekuly methanolu, nejjednoduššího primárního alkoholu

Primární alkoholy jsou alkoholy, které mají hydroxylovou skupinu navázanou na uhlík, na který jsou dále navázány 2 atomy vodíku. Jejich obecný vzorec je R-CH2OH.

## Vznik
Primární alkoholy vznikají oxidací methylové skupiny CH3 v molekule uhlovodíku, např. ethanol:
2 CH3CH3 + O2 → 2 CH3CH2OH,
rovněž vznikají redukcí aldehydů nebo karboxylových kyselin.
Konkrétně ethanol lze vyrobit také kvašením jednoduchých cukrů:
C6H12O6 → 2 CH3CH2OH + 2 CO2.

## Reakce
Většina reakcí primárních alkoholů probíhá stejně jako u ostatních alkoholů, pouze produkty oxidace se liší.

### Oxidace
Oxidací primárních alkoholů vznikají aldehydy a dále karboxylové kyseliny, obecně:
R-CH2OH → R-CHO → R-COOH.
(Oxidací sekundárních alkoholů vznikají ketony, terciární alkoholy zoxidovat nelze.)

## Přehled
- Jednosytné primární alkoholy
  - methanol
  - ethanol
  - propan-1-ol
  - n-butanol
  - 2-ethylhexanol
- Dvousytné
  - ethan-1,2-diol
  - propan-1,3-diol

Vícesytné primární alkoholy existují pouze od uhlovodíků s rozvětveným uhlíkovým řetězcem.